# Poultrygeist: Night of the Chicken Dead
Poultrygeist: Night of the Chicken Dead (Poultrygeist: La noche de los pollos vivientes en español) es una película de terror y comedia estadounidense de 2006 dirigida por Lloyd Kaufman y protagonizada por Jason Yachanin, Kate Graham y Allyson Sereboff. 
La trama gira en torno a un grupo de consumidores y ciudadanos comunes atrapados en un restaurante de comida rápida, el American Chicken Bunker, que está siendo atacado por demoníacos espíritus zombis en forma de pollos debido a que el restaurante ha sido construido encima de un sagrado cementerio nativo americano.
La película recibió críticas positivas de Entertainment Weekly y The New York Times. Poultrygeist: Night of the Chicken Dead fue estrenada en los cines en 2006 y lanzada a DVD en 2008.

## Argumento
Arbie (Jason Yachanin) y Wendy (Kate Graham), una pareja de secundaria se reúnen el día antes de que Wendy se vaya a la universidad para consumar su relación en el cementerio indígena Tromahawk, prometiéndose el uno al otro que pase lo que pase, ellos siempre se mantendrán fieles. Wendy se asquea después de descubrir a un hombre masturbándose mientras observa a ambos teniendo relaciones sexuales. Luego de que ambos se van, el hombre es asesinado por manos de zombis que salen de la tierra entrando por su trasero, fuera de su boca y agarrando la ropa interior de Arbie con la que él se estaba masturbando.
Un semestre más tarde, cuando Arbie regresa al lugar de su único encuentro sexual, se sorprende al descubrir dos realidades inquietantes: no sólo el cementerio ha sido destruido y reemplazado por un American Chicken Bunker, un mega conglomerado restaurante de comida rápida, sino que la universidad también ha convertido a su querida Wendy en una lesbiana activista que protesta contra la construcción del restaurante junto a su novia, Micki (Allyson Sereboff).
Desilusionado y buscando venganza, Arbie decide conseguir trabajo en el American Chicken Bunker. Bajo la supervisión de su paranoico gerente Denny (Joshua Olatunde), Arbie es introducido a una variopinto grupo de compañeros de trabajo: el afeminado mexicano Paco Bell (Khalid Rivera), el amante de los animales Carl Jr. (Caleb Emerson), la musulmana burqa Hummus (Rose Ghavami) y un misterioso hombre de sesenta años vestido como la mascota del restaurante, el Coronel Cluck (Lloyd Kaufman), que tuvo una vida prácticamente idéntica a la de Arbie.
Sin embargo, cosas extrañas comienzan a suceder en el American Chicken Bunker. Mientras muele la carne, Paco es empujado en el molino de carne por un pollo sin cocer. El dueño del restaurante, el General Lee Roy (Robin L. Watkins), decide no hacer nada y deja que Paco se convierta en un Sloppy José. Arbie comienza a desentrañar una conspiración siniestra en la que participan los espíritus de los nativos americanos y los miles de millones de pollos sacrificados enviados a las "cooperativas de concentración" que planean cobrar venganza de la manera más espantosa posible, después de ser advertido por Paco (ahora reanimado como un Sloppy José). Carl Jr. es atacado por un pollo sin cocer en la sala de almacenamiento después de tener relaciones sexuales con este, dando como resultado a que el pollo le muerda el pene. Hummus logra matar al pollo sin cocer al meter una escoba por el trasero de Carl Jr., aunque en el proceso le arranca el pene. El General Lee Roy dice que no lo lleven a un hospital. En cambio, les dice que le den el pollo frito (que ha sido rociado con sangre verde) a los manifestantes de afuera. Carl Jr. revive como un zombi mutado con un pollo, pero es asesinado cuando Arbie le da alcohol para beber. Después de que Micki le dice a los manifestantes que el pollo sabe bien, todos entran al restaurante a comer pollo frito. Wendy descubre que el General Lee Roy le pagó a Micki para decir que el pollo sabe bien; ella rompe con Micki y vuelve con Arbie. El General Lee Roy obtiene diarrea después de comer un trozo de pollo con manchas amarillas y corre al baño solo para poner un huevo y ser atacado por un pollo mutante que sale del huevo. Él le arranca la cabeza al pollo con sus dientes mientras es rociado con su sangre verde. El General Lee Roy se convierte en un huevo gigante y se transforma en un pollo zombi mutante. Luego, él decapita a Denny (que está contando una historia sobre la primera vez que se encontró con un pollo).
Arbie, Wendy, Micki y Hummus escapan de la cocina solo para descubrir que los clientes, trabajadores y manifestantes se han convertido en pollos zombis, que están creando una sangrienta masacre en el interior del American Chicken Bunker. El Coronel Cluck aparece con una ametralladora M-16 y le dispara a todos los pollos zombis. El General Lee Roy regresa, pero es derribado por el Coronel Cluck. A medida que se acerca al General Lee Roy para matarlo, el Coronel Cluck es atacado por Denny, ahora convertido en un pollo zombi, que le arranca la nariz, sin embargo; Arbie dispara y mata a Denny. Wendy observa una gran cantidad de pollos zombis a las afueras del restaurante, y cambia el letrero de "Abierto/Cerrado" a "cerrado", lo que los mantiene alejados de los pollos zombis. El Coronel Cluck, que todavía sigue vivo, le dice a Arbie que él es su "yo" futuro y que no cometa el mismo error que él cometió: trabajar toda su vida en el American Chicken Bunker. Micki, que intenta escapar del restaurante, es atacada y convertida en un pollo zombi. Ella y el Coronel Cluck, ahora convertido en un pollo zombi, persiguen a Arbie y Wendy. Hummus bebe esteroides de carne en un intento de salvarlos y accidentalmente se mata en el proceso. Arbie y Wendy se dan cuenta de que la cerveza mata a los pollos zombis y la utilizan para matar a Micki y el Coronel Cluck. Al quedarse sin cerveza, ambos son salvados por Hummus (que sigue viva, a pesar de haber explotado unos minutos antes). Ellos encuentran a una niña escondida en el almacén y son atacados una vez más por el General Lee Roy. Afortunadamente, él es asesinado por Paco. Hummus revela tener bombas C-4 atadas a su cuerpo y les dice que se sacrificará. Paco dice que se quedará porque América no está lista para aceptar a un "emparedado mexicano afeminado".
Arbie, Wendy y la niña escapan a la vez que el American Chicken Bunker explota. Mientras conducen un auto, la niña experimenta calambres estomacales después de haber bebido un refresco y eventualmente comienza a cacarear como un pollo mientras pone un huevo, asustando a Arbie y Wendy. Eventualmente, Arbie pierde el control del auto y se estrella, dando como resultado al auto volcándose y explotando, matando a todos en su interior.
En una escena poscréditos, se muestra a los pollos zombis bailando mientras el tema musical de Poultrygeist: Night of the Chicken Dead suena.

## Reparto
- Jason Yachanin es Arbie, el protagonista que se une al American Chicken Bunker en un acto de rencor contra su exnovia, aunque todavía sigue profundamente enamorado de ella.
- Kate Graham es Wendy, la exnovia bisexual de Arbie participando a regañadientes en una protesta contra el American Chicken Bunker.
- Allyson Sereboff es Micki, la novia de Wendy que dirige la protesta. Ella es en realidad una de los cómplices del General Lee Roy, que no sólo finge su vegetarianismo, sino también su lesbianismo.
- Robin L. Watkins es el General Lee Roy, el antagonista principal de la película. Fundador del American Chicken Bunker, que aparentemente tiene un fetiche por los pañales.
- Joshua Olatunde es Denny, el paranoico gerente del American Chicken Bunker.
- Rose Ghavami es Hummus, una cocinera musulmana que usa un burqa.
- Caleb Emerson es Carl Jr., un cocinero amante de los animales con un fetiche sexual por los pollos sin cocer.
- Lloyd Kaufman es el Coronel Cluck, la mascota del American Chicken Bunker, y el "yo" futuro de Arbie.
- Khalid Rivera es Paco Bell, un empleado mexicano afeminado del American Chicken Bunker.
- Brian Cheverie es el Padre O'Houlihan, un sacerdote irlandés patrón del American Chicken Bunker que ayuda a luchar contra los pollos zombis.
- Joe Fleishaker es Jared, un portavoz nacional amado por tener una dieta a base de sándwiches.
- Ron Jeremy es el Loco Ron, un excéntrico local que le advierte a los empleados del American Chicken Bunker que todos están "condenados". Es una parodia del Loco Ralph de Viernes 13.